# Tatjana Mittermayer
Tatjana Mittermayer (Rosenheim, 26 luglio 1964) è un'ex sciatrice freestyle tedesca, specialista delle gobbe.

## Biografia
Alle Olimpiadi di Nagano 1998 arrivò seconda nella gara delle gobbe.

## Palmarès

### Olimpiadi
- 1 medaglia:
  - 1 argento (gobbe a Nagano 1998)

### Campionati mondiali
- 4 medaglie:
  - 1 argento (gobbe a Lake Placid 1991)
  - 3 bronzi (gobbe a Oberjoch 1989, gobbe a La Clusaz 1995 e gobbe a Iizuna Kogen 1997)